# Крилатське (станція метро)
55°45′24″ пн. ш. 37°24′28″ сх. д. / 55.75667° пн. ш. 37.40778° сх. д.
«Крилатське» (рос. Крылатское) — станція Арбатсько-Покровської лінії (спочатку — Філівської лінії) Московського метрополітену. Розташована між станціями «Молодіжна» і «Строгіно». Отримала назву від району Крилатське, в якому вона розташована.
Була відкрита 31 грудня 1989 в ході продовження Філівської лінії на північ, в однойменному великому житловий район. Спочатку планувалося відкрити станцію в листопаді, до чергової річниці Жовтневої революції, проте в 1989 році в країні почалися економічні труднощі, і термін здачі станції було перенесено, вперше за всю історію Московського метрополітену.
До 7 січня 2008 , коли лінія була продовжена на північ в Строгіно, станція була кінцевою Філівської лінії. Одночасно з продовженням, дільниця «Кунцевська» — «Крилатське» увійшла до складу Арбатсько-Покровської лінії.

## Оздоблення
Колійні стіни оздоблені глазурованою керамічною плиткою: з гори — білою, з долу — чорною. Колони оздоблені білим і сірим мармуром з бордюрами з рожевого мармуру у верхній і нижній частині. Підлога викладена сірим і рожевим гранітом. Світильники приховані в ребристій стелі.

## Технічна характеристика
Конструкція станції — односклепінна мілкого закладення (глибина закладення — 9,5 м). Склепіння з монолітного залізобетону спирається на попередньо споруджені «стіни в ґрунті». Станція несиметрична щодо поздовжньої вертикалі.

## Колійний розвиток
Колійний розвиток станції — 6 стрілочних переводів, перехресний з'їзд і 2 станційних колії для обороту та відстою рухомого складу. У оборотних тупиках розташований пункт технічного огляду.

## Ресурси Інтернету
- Інформація по станції «Крилатське» на офіційному сайті Московського метрополітену.(рос.)
- Інформація по станції «Крилатське» на сайті Артемія Лебедєва присвяченому Московському метрополітену [Архівовано 19 лютого 2014 у Wayback Machine.](рос.)
- Фотогалерея станції «Крилатське» на сайті «MetroWalks» [Архівовано 14 травня 2006 у Wayback Machine.](рос.)
- Фотографії та інформація про станції «Крилатське» на сайті «News.Metro.Ru» [Архівовано 2 вересня 2012 у Wayback Machine.](рос.)
- «Крилатське» — Фільовське і Арбатсько-Покровське на сайті www.metromost.com [Архівовано 1 січня 2015 у Wayback Machine.](рос.)
- фотографії станції Крилатське у фотогалереї метрополітенів СНД[недоступне посилання з липня 2019](рос.)
- Мапа околиць станції «Крилатське»
- Виходи зі станції Крилатське на знімку з супутника
- Схема станції (flash) [Архівовано 2 лютого 2014 у Wayback Machine.]

| Попередня станція | Лінія | Лінія                      | Лінія | Наступна станція |
| ----------------- | ----- | -------------------------- | ----- | ---------------- |
| Молодіжна         |       | Арбатсько-Покровська лінія |       | Строгіно         |